# Socialismo cristiano

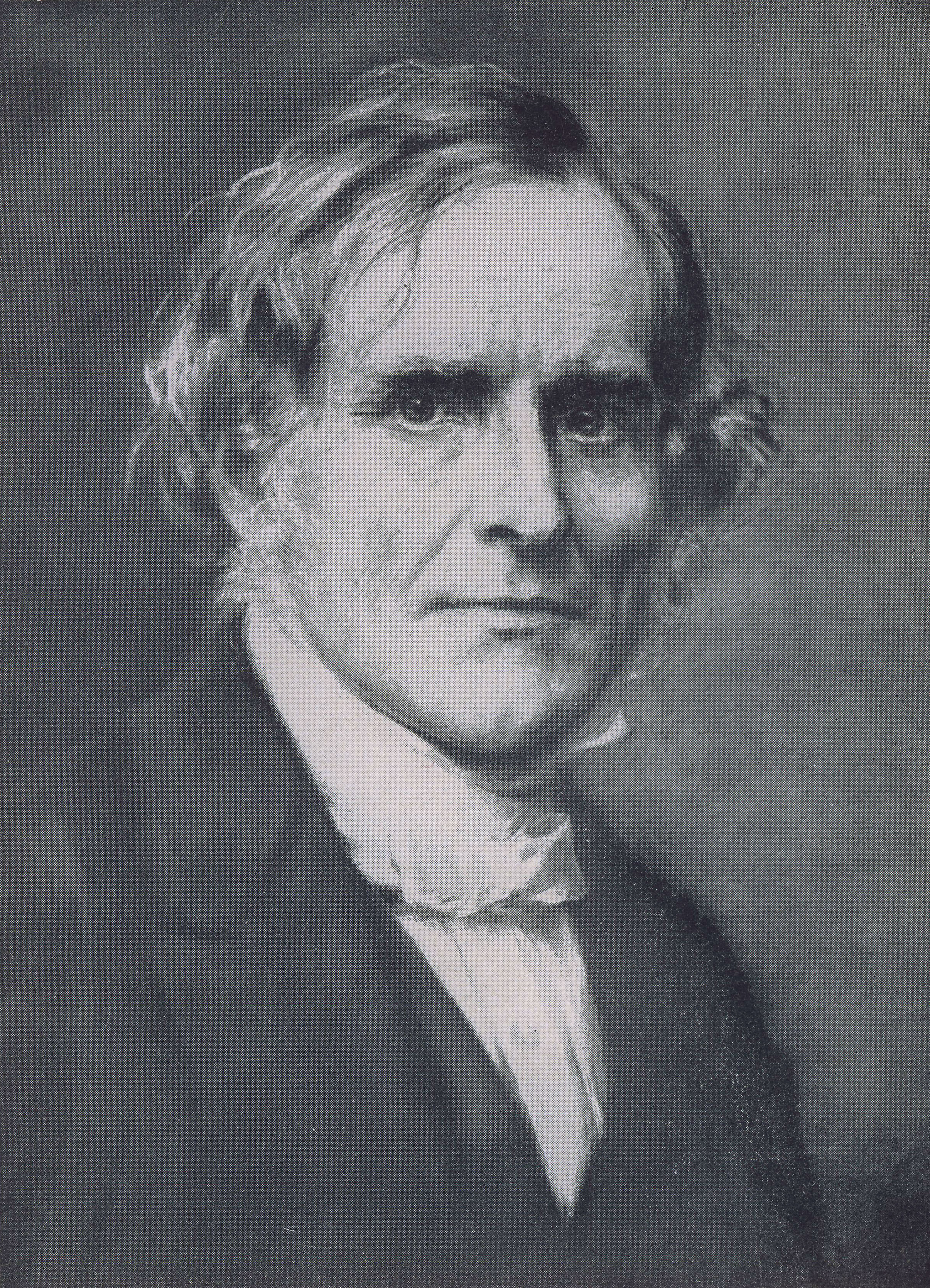
Frederick Denison Maurice, uno de los representantes más destacados del socialismo cristiano británico.

El socialismo cristiano es una filosofía religiosa y corriente política que participa de los principios del socialismo y del cristianismo, distinta del pensamiento político demócrata cristiano, que no es socialista y tiene orígenes muy distintos, aunque las dos están influidas por las enseñanzas de Jesucristo y la Biblia. Muchos socialistas cristianos creen que el capitalismo es idólatra y tiene sus raíces en el pecado de la avaricia. Los socialistas cristianos identifican la causa de la desigualdad como la codicia que asocian con el capitalismo, respaldando la economía de izquierda sobre la base de la Santa Biblia.  
En Reino Unido, el término fue usado por primera vez por un grupo de hombres, entre ellos: Frederick Denison Maurice, Charles Kingsley, John Malcolm Ludlow y otros, después del fracaso de la agitación cartista de 1848.
Existen diferentes versiones e interpretaciones de estas tendencias, dependiendo de la versión de cristianismo profesada y la afiliación o no a alguna iglesia cristiana. a partir del siglo XIX, el socialismo cristiano se volvió especialmente un movimiento prominente en el Reino Unido. Desde 2013, el Christian Socialist Movement (CSM), es conocido como Christians on the Left, es un grupo formal socialista que funciona como una facción del Partido Laborista.   
En la década de 1960, fue apoyado por algunos misioneros como James Gareth Endicott en China.
Según la Enciclopedia Británica:
el socialismo es una "doctrina social y económica que exige la propiedad o el control público, más que privado, de la propiedad y los recursos naturales. Según la visión socialista, los individuos no viven ni trabajan aislados, sino que viven en cooperación entre sí. Además, todo lo que la gente produce es en algún sentido un producto social, y todo aquel que contribuye a la producción de un bien tiene derecho a una participación en él. Por lo tanto, la sociedad en su conjunto debería poseer o al menos controlar la propiedad para el beneficio de todos sus miembros. [...] Las primeras comunidades cristianas también practicaban el compartir bienes y trabajo, una forma simple de socialismo seguida posteriormente en ciertas formas de monacato. Varias órdenes monásticas continúan estas prácticas hoy."
Los huteritas creen en el estricto cumplimiento de los principios bíblicos y la disciplina de la iglesia, y practican una forma de comunismo. En palabras de los historiadores Max Stanton y Rod Janzen:
los huteritas "establecieron en sus comunidades un riguroso sistema de Ordnungen, que eran códigos de reglas y regulaciones que gobernan todos los aspectos de la vida y aseguraban una perspectiva unificada. Como sistema económico, el comunismo cristiano era atractivo para muchos de los campesinos que apoyaron la revolución social en la Europa central del siglo XVI", como la Guerra de los Campesinos Alemanes, y Friedrich Engels llegó a ver a los anabaptistas como protocomunistas".
Entre las personas vistas como socialistas cristianos se incluyen a los escritores del siglo XIX: Frederick Maurice (El Reino de Cristo, 1838), John Malcolm Forbes Ludlow (El socialista cristiano, 1850), Adin Ballou (Practical Christian Socialism, 1854), Thomas Hughes ("Tom Brown’s School Days", 1857), John Ruskin (Unto this last (1860-1962). Obra que influenció a Mahatma Gandhi), Charles Kingsley (Los niños del agua, 1863), Frederick Furnivall (cocreador del Oxford English Dictionary), y Francis Bellamy (un ministro bautista y autor del Juramento a la bandera en los Estados Unidos).

## Historia

### Edad bíblica
Clayton Cavanaugh y John Cyrus Cort enumeran los siguientes versículos bíblicos que apoyarían la defensa del socialismo sobre bases bíblicas:
1. Deuteronomio (15:1–5): 1 Cada siete años celebrarás el año de la condonación de las deudas. 2 Esto significa lo siguiente: Todo acreedor que haya prestado algo a su prójimo le perdonará lo que le haya prestado. No explotarás a tu prójimo ni a tu hermano, porque la remisión se habrá proclamado en honor de Yavé. 3 Podrás explotar al extranjero, pero devolverás lo que hayas prestado a tu hermano. 4 Es cierto que no habrá pobres entre ustedes, porque Yavé los bendecirá en la tierra que Yavé, su Dios, les dará en herencia. 5 Pero esto es a condición de que realmente obedezcas al Señor tu Dios, cuidando de poner en práctica todos los mandamientos que hoy te ordeno.
2. Ezequiel 18:7: 7 si eres una persona que no explota a nadie, sino que devuelve la prenda de una deuda; que no roba a nadie, sino que da su pan al hambriento y viste al desvestido;
3. Isaías 58:2–7: 2 Día tras día, parecen buscarme, muestran deseos de conocer mis caminos; parecen un pueblo que practica la justicia y que nunca olvida el derecho de su Dios. Vienen a pedirme las reglas de la justicia, quieren estar cerca de Dios. 3 Dicen: "¿Por qué ayunamos y no lo viste? ¿Por qué nos humillamos por completo y ni siquiera te enteraste?". Resulta que, incluso cuando ayunan, sólo miran por sus propios intereses y siguen explotando a los que trabajan para ustedes. 4 ¡Mirad! Ayunáis entre peleas y discusiones, dándoos puñetazos sin piedad. No conseguiréis que vuestra voz suba ayunando así. 5 ¡Mirad! El ayuno que yo aprecio, el día en que una persona trata de humillarse, no debería ser así: inclinando la cabeza como un palo, yaciendo de luto en la ceniza... ¿A eso llamas ayunar, a un día para agradar a Yavé? 6 El ayuno que yo quiero es éste: poner fin a los encarcelamientos injustos, deshacer las cadenas del yugo, liberar a los oprimidos y romper todo yugo; 7 compartir el alimento con los hambrientos, acoger a los pobres sin techo, vestir a los desnudos, y no encerrarte en tu propio pueblo.
4. Santiago 2:14-20: 14 Hermanos míos, si alguien dice que tiene fe, pero no tiene obras, ¿de qué le sirve? 15 Por ejemplo, un hermano o una hermana no tienen qué ponerse y les falta el pan de cada día. 16 Entonces uno de vosotros le dice: "Vete en paz, abrígate bien y come en abundancia", pero no le dais lo necesario para su cuerpo. ¿De qué sirve eso? 17 Lo mismo sucede con la fe: sin obras, está completamente muerta. 18 También alguien podría decir: "Tú tienes fe y yo tengo obras. Pues bien. Muéstrame tu fe sin tus obras, y yo te mostraré mi fe con mis obras". 19 ¿Crees que hay un solo Dios? Pues muy bien. Sólo los demonios lo creen también, ¡y tiemblan! 20 Necio, ¿quieres ver cómo la fe sin obras no vale nada?
5. Santiago 5:1–6: 1 Y ahora vosotros, ricos: poneos a llorar y a gritar por las desgracias que van a caer sobre vosotros. 2 Vuestras riquezas se han podrido, vuestros vestidos se han apolillado; 3 vuestro oro y vuestra plata se han oxidado; y su herrumbre será testigo contra vosotros, y como fuego devorará vuestra carne. Habéis amontonado tesoros para el fin de los tiempos. 4 Mira el salario de los jornaleros que cosecharon tus campos: retenido por ti, ese salario clama, y las protestas de los segadores han llegado a oídos del Señor de los ejércitos. 5 Habéis vivido una vida de comodidades y lujos en la tierra; ¡estáis engordando para el día de la matanza! 6 Habéis condenado y matado al justo, y él no ha podido defenderse.
6. Job 31:16–25, 28: 16 ¿Acaso negué al débil lo que deseaba, o dejé que la viuda se consumiera en llanto? 17 ¿Acaso comí yo solo mi trozo de pan, y no lo compartí con el huérfano? - 18 Desde mi infancia me educó como a un padre, y desde el seno de mi madre me guio. - 19 ¿He visto a un miserable sin ropa o a un indigente sin manta, 20 sin que sus espaldas me dieran las gracias, calentadas con la lana de mis ovejas? 21 Si he levantado la mano contra el huérfano cuando tenía influencia en el tribunal, 22 que me arranquen el hombro del cuerpo y me rompan el brazo por el codo. 23 Porque el terror de Dios caería sobre mí, y no me presentaría ante su majestad. 24 ¿He puesto mi confianza en el oro, o mi seguridad en el metal precioso? 25 ¿Me he regocijado en mis grandes riquezas, o en las riquezas acumuladas por mis manos? 28 Eso sería un crimen digno de castigo, pues habría renegado del Dios de lo alto.
7. Levítico 25: 35–38: 35 Si un hermano tuyo es indigente y no tiene medios para mantenerse, lo mantendrás para que viva contigo como inmigrante o huésped. 36 No le cobres intereses ni primas. Teme a Dios. Y deja que tu hermano viva contigo. 37 No le prestes dinero a interés ni le cobres sobreprecio por la comida. 38 Yo soy Yavé, tu Dios, que te saqué de Egipto para darte la tierra de Canaán y para ser tu Dios.
8. Mateo 6:24: Nadie puede servir a dos señores. Porque, o aborrecerá a uno y amará al otro, o será fiel a uno y despreciará al otro. No se puede servir a Dios y a las riquezas";
9. Mateo 19:23–24: 23 Entonces Jesús dijo a sus discípulos: "Os digo que difícilmente entrará un rico en el reino de los cielos. 24 Y os repito que es más fácil que un camello pase por el ojo de una aguja que un rico entre en el reino de Dios."
10. Mateo 25:40–46: 40 Entonces el rey les responderá 'Os lo aseguro: cada vez que habéis hecho esto a uno de mis hermanos más pequeños, a mí me lo habéis hecho.' 41 Entonces el Rey dirá a los de su izquierda: 'Apartaos de mí, malditos. Id al fuego eterno preparado para el diablo y sus ángeles. 42 Porque tuve hambre, y no me disteis de comer; tuve sed, y no me disteis de beber; 43 fui forastero, y no me recibisteis en casa; estuve sin ropa, y no me vestisteis; enfermo y en la cárcel, y no me visitasteis. 44 También ellos responderán: "Señor, ¿cuándo te vimos hambriento o sediento, forastero o sin ropa, enfermo o en la cárcel, y no te servimos? "45 Entonces el Rey les responderá: "Os aseguro que cada vez que no hicisteis esto a uno de estos pequeños, tampoco me lo hicisteis a mí. 46 Así que éstos irán al castigo eterno, mientras que los justos irán a la vida eterna."
11. Proverbios 28:3, 8, 11, 16, 20, 22, 25 e 27: 3 Los pobres que explotan a los débiles son lluvias devastadoras que los dejan sin pan. 8 El que multiplica sus riquezas con usura e intereses, atesora para los que se compadecen de los débiles. 11 Los ricos se consideran sabios, pero los pobres astutos los desenmascaran. 16 El gobernante necio multiplica la extorsión; el que aborrece la ganancia prolonga sus días. 20 El hombre leal recibirá muchas bendiciones, pero el que quiere enriquecerse rápidamente no quedará impune. 22 Los ambiciosos corren tras las riquezas, sin darse cuenta de que caerán en la pobreza. 25 El ambicioso provoca disputas, pero el que confía en Yavé prospera. 27 El que da al pobre no pasa necesidad, y el que hace la vista gorda se cubre de maldiciones; y
12. Proverbios 31:9: 9 Abre tu boca y dicta sentencias justas, defendiendo al pobre y al desvalido.[14] [15]

#### Antiguo Testamento
El Antiguo Testamento tenía perspectivas divididas sobre el tema de la pobreza. Una parte de la tradición judía sostenía que la pobreza era el juicio de Dios sobre los malvados mientras veía la prosperidad como una recompensa por los buenos, afirmando que "el justo tiene suficiente para satisfacer su apetito, pero el vientre de los malvados sufre necesidad" (Prov. 13:25).
Sin embargo, hay otras secciones que instruyen la generosidad hacia los "no tienen" de la sociedad. La Torá instruye a los seguidores a tratar a los vecinos por igual y a ser generosos con los que no tienen, como decir:

No explotes a tu prójimo, ni lo despojes de nada. No retengas el salario de tu jornalero hasta el día siguiente. [...] Ama a tu prójimo como a ti mismo. Yo soy el Señor.
Levítico 19: 13-18

Porque Jehová vuestro Dios es Dios de dioses y Señor de señores, [...] que hace justicia al huérfano y a la viuda; que ama también al extranjero dándole pan y vestido. Amaréis, pues, al extranjero; porque extranjeros fuisteis en la tierra de Egipto.
Deuteronomio 10: 17-19

Cuando siegues tu mies en tu campo, y olvides alguna gavilla en el campo, no volverás para recogerla; será para el extranjero, para el huérfano y para la viuda; para que te bendiga Jehová tu Dios en toda obra de tus manos.

Cuando sacudas tus olivos, no recorrerás las ramas que hayas dejado tras de ti; serán para el extranjero, para el huérfano y para la viuda.
Cuando vendimies tu viña, no rebuscarás tras de ti; será para el extranjero, para el huérfano y para la viuda.

Y acuérdate que fuiste siervo en tierra de Egipto; por tanto, yo te mando que hagas esto.
Deuteronomio 24: 19-22

Algunos de los Salmos incluyen muchas referencias a la justicia social para los pobres:

Defended al débil y al huérfano; Haced justicia al afligido y al menesteroso. Librad al afligido y al necesitado; Libradlo de mano de los impíos.
Salmos 82: 3-4

¡Aleluya! Feliz quien venera al Señor y se complace en sus mandatos. [...] Reparte, da a los pobres, su justicia permanece para siempre y alza su frente con honor.
Salmos 112: 1-9

Amós enfatiza la necesidad de "justicia" y "rectitud" que se describe como una conducta que enfatiza el amor por los pobres y oponerse a la opresión y la injusticia hacia los pobres. El profeta Isaías (759-694 a. C.) a quien se atribuyen los primeros treinta y nueve capítulos del Libro de Isaías ("Proto-Isaías"), siguió los temas de justicia y rectitud de Amós que involucran a los pobres como necesarios para seguidores de Dios, denunciando a los que no hacen estas cosas, declarando:

Cuando extendáis vuestras manos, yo esconderé de vosotros mis ojos; asimismo cuando multipliquéis la oración, yo no oiré; llenas están de sangre vuestras manos. Lavaos y limpiaos; quitad la iniquidad de vuestras obras de delante de mis ojos; dejad de hacer lo malo; aprended a hacer el bien; buscad el juicio, restituid al agraviado, haced justicia al huérfano, amparad a la viuda.
Libro de Isaías 1:15-17

El Libro de Sirac, uno de los libros deuterocanónicos o apócrifos del Antiguo Testamento, denuncia la búsqueda de la riqueza, afirmando:

Nadie que ama el dinero puede ser juzgado inocente; sus esfuerzos por enriquecerse lo han llevado al pecado. Muchas personas se han arruinado a causa del dinero, enfrentadas cara a cara con el desastre. El dinero es una trampa para los que están fascinados con él, una trampa en la que cae todo necio.
Libro de Sirac 31: 5-7

#### Nuevo Testamento
Las enseñanzas de Jesús son frecuentemente descritas como socialistas, especialmente por socialistas cristianos, como Terry Eagleton. Hechos 4:32 registra que en la iglesia primitiva en Jerusalén "[n]adie afirmaba que ninguna de sus posesiones fuera suya"; Este patrón, que ayudó a los cristianos a sobrevivir después del Asedio de Jerusalén en 70 DC, se tomó en serio durante varios siglos y fue un factor importante en el surgimiento del feudalismo. Si bien más tarde desaparecería de la historia de la iglesia, excepto dentro del monacato, experimentó un resurgimiento desde el siglo XIX. El socialismo cristiano fue uno de los hilos fundadores del Partido Laborista en el Reino Unido y se dice que comenzó con el levantamiento de Wat Tyler y John Ball en el siglo XIV.
En el Nuevo Testamento, Jesús en Mateo 25: 31–46 se identifica con los hambrientos, los pobres, los enfermos y los presos. Mateo 25: 31–46 es un componente importante del cristianismo y se considera la piedra angular del socialismo cristiano. Otra declaración clave en el Nuevo Testamento que es un componente importante del socialismo cristiano es Lucas 10: 25-37 que sigue a la declaración "Amarás a tu prójimo como a ti mismo" con la pregunta "¿Y quién es mi prójimo?", y en la parábola del buen samaritano, Jesús da la respuesta revolucionaria de que el prójimo incluye a todos los necesitados, incluso a las personas que se espera que evitemos. (Los samaritanos eran considerados una secta herética por los judíos y ninguno de los dos trataba con el otro).
En el Sermón de la Llanura, Jesús dice: "Bienaventurados los pobres, porque de ustedes es el reino de Dios. Bienaventurados los que ahora tienen hambre, porque serán saciados" (Lucas 6:20, 21).
Los socialistas cristianos señalan que Santiago el Justo, el hermano de Jesús de Nazaret, en la Epístola de Santiago critica a los ricos intensamente y en un lenguaje fuerte: 

¡Vamos ahora, ricos! Llorad y aullad por las miserias que os vendrán. Vuestras riquezas están podridas, y vuestras ropas están comidas de polilla. Vuestro oro y plata están enmohecidos; y su moho testificará contra vosotros, y devorará del todo vuestras carnes como fuego. Habéis acumulado tesoros para los días postreros. He aquí, clama el jornal de los obreros que han cosechado vuestras tierras, el cual por engaño no les ha sido pagado por vosotros; y los clamores de los que habían segado han entrado en los oídos del Señor de los ejércitos. Habéis vivido en deleites sobre la tierra, y sido disolutos; habéis engordado vuestros corazones como en día de matanza. Habéis condenado y dado muerte al justo, y él no os hace resistencia.
Santiago 5:1-6

Durante el período del Nuevo Testamento y más allá, hay evidencia de que muchas comunidades cristianas practicaron formas de compartir, redistribuir y comunismo. Algunos de los versículos de la Biblia que inspiraron los arreglos económicos comunitarios de los huteritas se encuentran en el libro de los Hechos.
Todos los creyentes estaban juntos y tenían todo en común. Vendiendo sus posesiones y bienes, daban a cada uno lo que necesitaba.
— Hechos 2, 44–45
Todos los creyentes eran uno en corazón y mente. Nadie afirmó que ninguna de sus posesiones fuera suya, pero compartían todo lo que tenían.
— Hechos 4, 32
Entre ellos no había personas necesitadas. Porque de vez en cuando los que poseían tierras o casas las vendían, traían el dinero de sus ventas y lo ponían a los pies de los apóstoles, y lo repartían a cada uno según su necesidad.
— Hechos 4, 34-35

##### Críticas de Max Weber
El sociólogo clásico Max Weber clarificó la vida social y el tipo particular de comunismo de la Iglesia primitiva como una comunidad basada en una organización de propietarios que niegan, sin embargo, la propiedad en la práctica: 

Los comienzos de toda religiosidad éticamente orientada e influida por esperanzas escatológicas se encuentran bajo el signo de la negación carismática del mundo: son directamente antieconómicos. Lo son inclusive en el sentido de que carecen del concepto de una especial "dignidad" del trabajo. Ciertamente que, al no poder vivir mediante donaciones de los mecenas o directamente de la mendicidad o, como en el Islam, en su calidad de religión bélica, a base de un comunismo guerrero, los miembros se sustentan a través de un modo de vida ejemplar por medio del trabajo de sus manos. Así ha ocurrido con San Pablo tanto como San Egidio. Lo recomiendan las advertencias de la antigua Iglesia cristiana, así como las auténticas prescripciones de San Francisco. Pero no porque el trabajo en cuanto tal sea estimado. Constituye simplemente una fábula pensar que, por ejemplo, en el Nuevo Testamento, se atribuya una nueva dignidad al trabajo. "Sigue en tu oficio" es una expresión de completa indiferencia, dictada por motivos escatológicos, exactamente lo mismo que le da "al César lo que es del César" no es -como se suele interpretar hoy a menudo- una recomendación encaminada al cumplimiento de los deberes para con el Estado, sino, al revés, la expresión de una absoluta indiferencia hacia lo que tiene lugar en esta esfera (justamente en ello radica la diferencia con respecto a la actitud adoptada por los partidos judíos). Sólo mucho después, como medio ascético, y por vez primen en las órdenes monásticas, ha sido considerado el "trabajo" como una honra. Y en lo que toca a la propiedad, la religión no conoce en su periodo carismático más que una negación de la misma (distribución a los pobres) -para los discípulos perfectos- o una indiferencia -para todos los creyentes. La expresión de esta indiferencia es aquella forma más atenuada del comunismo carismático de amor tal como evidentemente existió en la antigua congregación cristiana de Jerusalén, donde los miembros tenían su propiedad sólo "como si no la tuvieran", pues esto -el hacer partícipes ilimitadamente a los hermanos necesitados de la comunidad, con la consecuencia de que los misioneros, especialmente San Pablo, debieran reunir en todo el mundo las donaciones para esta congregación central que vivía antieconómicamente-, y no, como se ha supuesto, la organización "socialista" o la "comunidad de bienes", constituye el sentido de aquella discutidísima tradición. Con la desaparición de las esperanzas escatológicas, retrocede el comunismo carismático en todas sus formas y se recluye en el círculo del monacato como una cuestión particular de estos seguidores de Cristo que viven ejemplarmente, monacato que se desliza hacia la prebendalización. Se hace necesario desaconsejar el abandono de la profesión y precaver contra los misioneros parásitos (el célebre "quien no trabaja, no debe comer" es, en San Pablo, una frase que se refiere a ellos y sólo a ellos). El mantenimiento de los hermanos desocupados y sin propiedades se convierte desde entonces en la misión de un cargo regular, de los diáconos. Ciertas porciones de los ingresos eclesiásticos (tanto en el Islam como en el cristianismo) son asignadas a este menester que, por lo demás, es un asunto que pertenece a los monjes y como residuo del comunismo carismático caritativo subsiste la limosna agradable a Dios y, a pesar de su tan diverso origen, igualmente subrayada y recomendada por el islamismo, el budismo y el cristianismo.

### Edad de los Padres de la Iglesia
Basilio de Cesarea (c. 330–379), el padre de los monjes orientales que se convirtió en obispo de Cesarea, estableció un complejo alrededor de la iglesia y el monasterio que incluía albergues, casas de beneficencia y hospitales para enfermedades infecciosas. Durante la gran hambruna de 368, Basilio denunció a los aprovechados y los ricos indiferentes. Basilio escribió el sermón sobre el rico insentato en el que afirma:

¿Quién es el codicioso? Uno para quien la abundancia no es suficiente. ¿Quién es el defraudador? Uno que quita lo que es de todos. ¿Y no eres codicioso, no eres un defraudador, cuando guardas para uso privado lo que te dieron para distribuir? Cuando alguien le quita la ropa a un hombre, lo llamamos ladrón. Y uno que podría vestir al desnudo y no lo hace, ¿no debería recibir el mismo nombre? El pan de tu tesoro es de los hambrientos; el manto de tu guardarropa pertenece al desnudo; los zapatos que dejas pudrir son de los descalzos; el dinero de tus bóvedas pertenece a los indigentes. Todo lo que puede ayudar y no lo hace, en todo esto lo está haciendo mal.

Juan Crisóstomo declaró las razones de su actitud hacia los ricos y su posición hacia la riqueza diciendo:

A menudo se me reprocha por atacar continuamente a los ricos. Sí, porque los ricos atacan continuamente a los pobres. Pero los que ataco no son los ricos como tales, solo los que hacen un mal uso de su riqueza. Constantemente señalo que los que acuso no son los ricos, sino los rapaces; la riqueza es una cosa, la codicia otra. Aprenda a distinguir.

### Período moderno temprano
Durante la Revolución inglesa y el período de la Mancomunidad de Inglaterra (1642-1660), los Cavadores (Diggers) abrazaron una teoría política y económica arraigada en el cristianismo que tiene un gran parecido con el socialismo moderno,  particularmente sus perspectivas anarquistas y comunistas.  
Algunos estudiosos creen que la Rebelión de Münster puede haber formado un estado socialista temprano.

### SigloXIXhasta la actualidad
En 1977, el historiador Eric Hobsbawn publicó "Religion and the Rise of Socialism" (La religión y la ascensión del socialismo), en el que argumentó que "el movimiento socialista moderno de la clase trabajadora ha desarrollado una ideología abrumadoramente secular, de hecho, a menudo militantemente antirreligiosa". Al mismo tiempo, él y otros historiadores citaron ejemplos en los que este no era el caso, particularmente en Gran Bretaña en los siglos XIX y XX, donde E. P. Thompson y Stephen Yo dijeron que una forma de socialismo ético dominaba el movimiento obrero.
Keir Hardie, uno de los fundadores del Partido Laborista (Reino Unido), fue un defensor destacado del socialismo cristiano, que dijo que aprendió su "Socialismo en el Nuevo Testamento", donde dijo que encontró lo que describió como su "principal inspiración". Esos socialistas argumentaron que el socialismo era la encarnación de las enseñanzas de Jesús y que también rescataría a la iglesia de Mammón, lo que, según dijeron, hizo que perdiera el rumbo y se corrompiera al ponerse del lado de los ricos y poderosos contra los pobres. Según este punto de vista, el socialismo no era antirreligioso, sino que se oponía a quienes lo utilizarían para apoyar el capitalismo y el status quo.
Algunos dicen que James Connolly sentó las bases para el socialismo cristiano en Irlanda. En febrero de 1894, la revista socialista cristiana Labor Prophet publicó un artículo  en el que Connolly afirmó que: "No es el socialismo sino el capitalismo lo que se opone a la religión [...] cuando la clase obrera socialista organizada pisotear al capitalismo, no pisoteará un pilar de la Iglesia de Dios sino un blasfemo profanador del Santuario, rescatará la fe de las alimañas impías que la hacen nociva para los hombres y mujeres realmente religiosos."
En las décadas de 1820 y 1830, en Francia, Philippe Buchez comenzó a caracterizar su filosofía como socialismo cristiano. Además, en la Gran Bretaña del siglo XIX, surgieron una variedad de perspectivas socialistas, comenzando con John Ruskin. El historiador Edward R. Norman identifica lo que describe como las tres "fuentes intelectuales inmediatas" del socialismo cristiano de mediados de siglo: Samuel Taylor Coleridge, Thomas Carlyle y Thomas Arnold.
Los Estados Unidos también tienen una tradición socialista cristiana.  Como parte de un movimiento nacional más amplio en muchas iglesias protestantes estadounidenses, el socialismo cristiano en Utah fue particularmente fuerte, y ministros socialistas cristianos dedicados, como Franklin Spencer Spalding, el obispo de la Iglesia Episcopal en Utah y Myron W. Reed, ministro congregacional en el oeste americano, eran feroces defensores de los mineros que trabajaban en los estados montañosos. 

### Nacimiento del socialismo cristiano

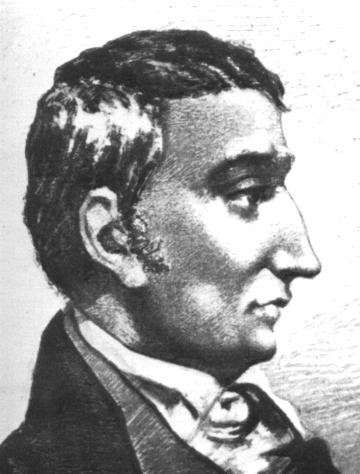
Henri de Saint-Simon.

A principios del siglo XIX, el socialista utópico francés Henri de Saint-Simon escribió en 1825 su obra Nuevo Cristianismo (Nouveau Christianisme) preocupado principalmente por la situación de los pobres. En esta obra, Saint-Simon parte de la fe en Dios, y su objeto en el tratado es reducir el cristianismo a sus elementos simples y esenciales, limpiándolo de todo dogma supersticioso. Lo hace eliminándolo de los dogmas y otras excrecencias y defectos que, según él, reunieron en torno a los católicos y protestantes formas de ella. Propone como fórmula integral del nuevo cristianismo este precepto: "Toda la sociedad debe esforzarse por mejorar la existencia moral y física de la clase más pobre; la sociedad debe organizarse de la manera mejor adaptada para lograr este fin". Proponía dar un sentido «social» al cristianismo para que sirviera de fundamento ideológico y moral que suplantaría gradualmente el espíritu predominante de egoísmo y antagonismo en la sociedad a la nueva sociedad industrial de la que habrían sido expulsados los «ociosos». «La gran meta terrena de los cristianos, que deben proponerse para obtener la vida eterna, es mejorar lo más rápidamente posible la existencia moral y física de la clase más pobre», escribió.
Los sansimonianos abogaron (entre otras cosas) la abolición del derecho a la herencia y la redistribución de la riqueza para acabar así con la explotación.

Dios dijo: Todos los hombres deben comportarse como hermanos entre sí; este sublime principio contiene todo lo divino en la religión cristiana. [...] Por necesidad, Dios relacionó todo con un solo principio. Necesariamente dedujo todo del mismo principio; sin esto, su voluntad con respecto a los hombres no habría sido sistemática. Sería una blasfemia suponer que el Todopoderoso había fundado Su religión sobre varios principios. Ahora bien, de acuerdo con este principio, dado por Dios a los hombres para el gobierno de su conducta, deben organizar su sociedad de la manera que resulte más ventajosa para el mayor número de personas.
Saint-Simon: The New Christianity - Dialogues between a Conservative and an Innovator (1825)

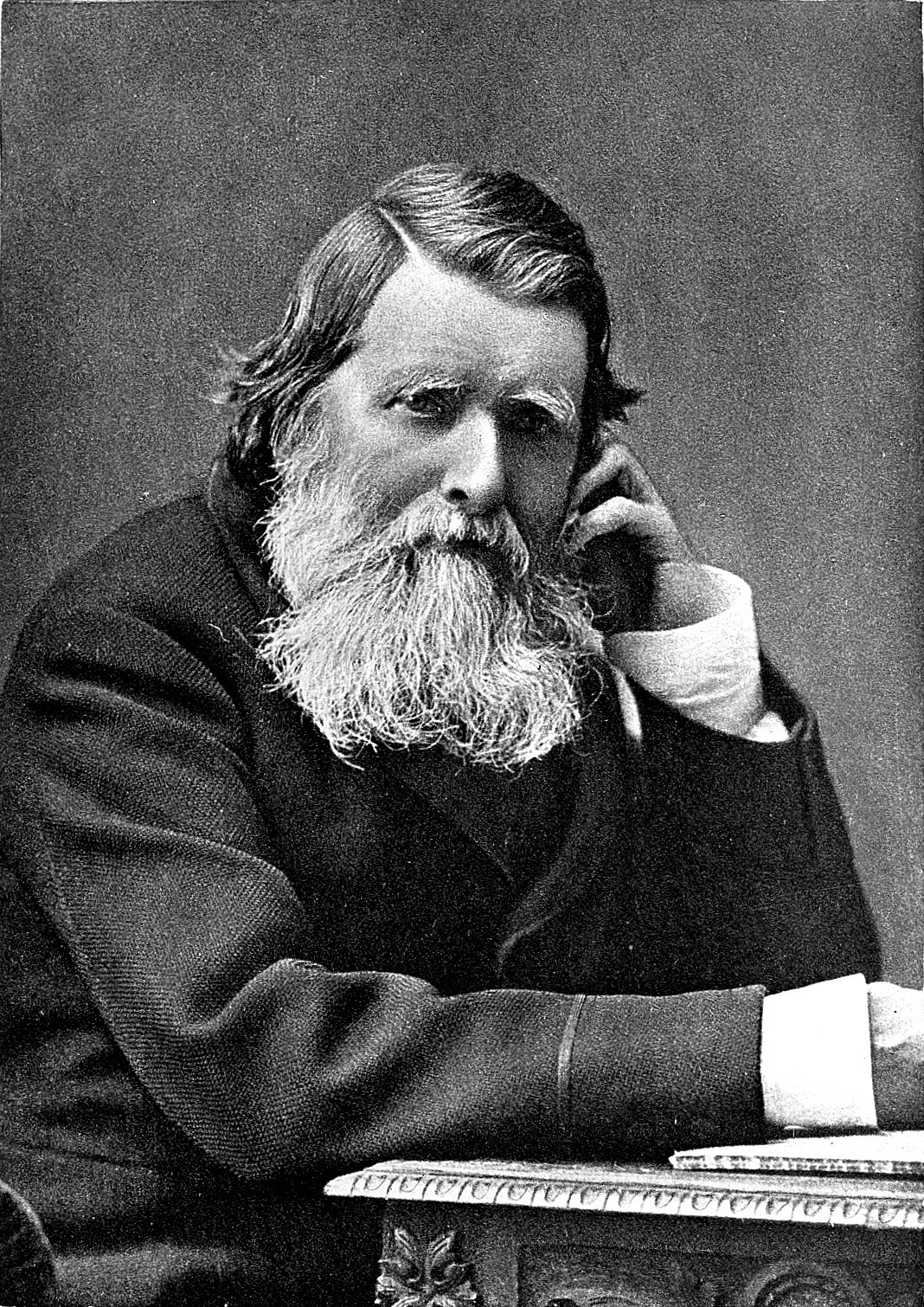
John Ruskin.

Una variedad de perspectivas socialistas surgieron en la Gran Bretaña del siglo XIX, comenzando con John Ruskin. El crítico de arte victoriano John Ruskin expuso teorías sobre la justicia social en Unto This Last (1860). En él, afirmó cuatro objetivos que podrían llamarse "socialistas", aunque Ruskin no utilizó el término.
1. "escuelas de formación para jóvenes, establecidas con cargo al gobierno";
2. en relación con estas escuelas, el gobierno debería establecer "fábricas y talleres, para la producción y venta de todo lo necesario para la vida";
3. todas las personas desempleadas deben ser "puestas a trabajar" o capacitadas para trabajar si es necesario o forzadas a trabajar si es necesario;
4. "para los ancianos y los indigentes, se debe proporcionar comodidad y hogar".

Ruskin no era "un socialista auténtico en ninguno de sus diversos significados del siglo XIX". Su único contacto real con los socialcristianos llegó a través del Working Men's College. Sin embargo, influyó en el pensamiento socialista posterior. Los pintores de la Hermandad Prerrafaelita fueron influenciados y patrocinados por Ruskin. El artista William Morris, influido por Ruskin, fue un líder de la Liga Socialista fundada en diciembre de 1884.
La Sociedad Fabiana fue fundada en el mismo año; Sydney y Beatrice Webb estaban entre sus miembros principales. Los fabianos influyeron en los miembros del Grupo Bloomsbury y fueron importantes en la historia temprana del Partido Laborista británico.

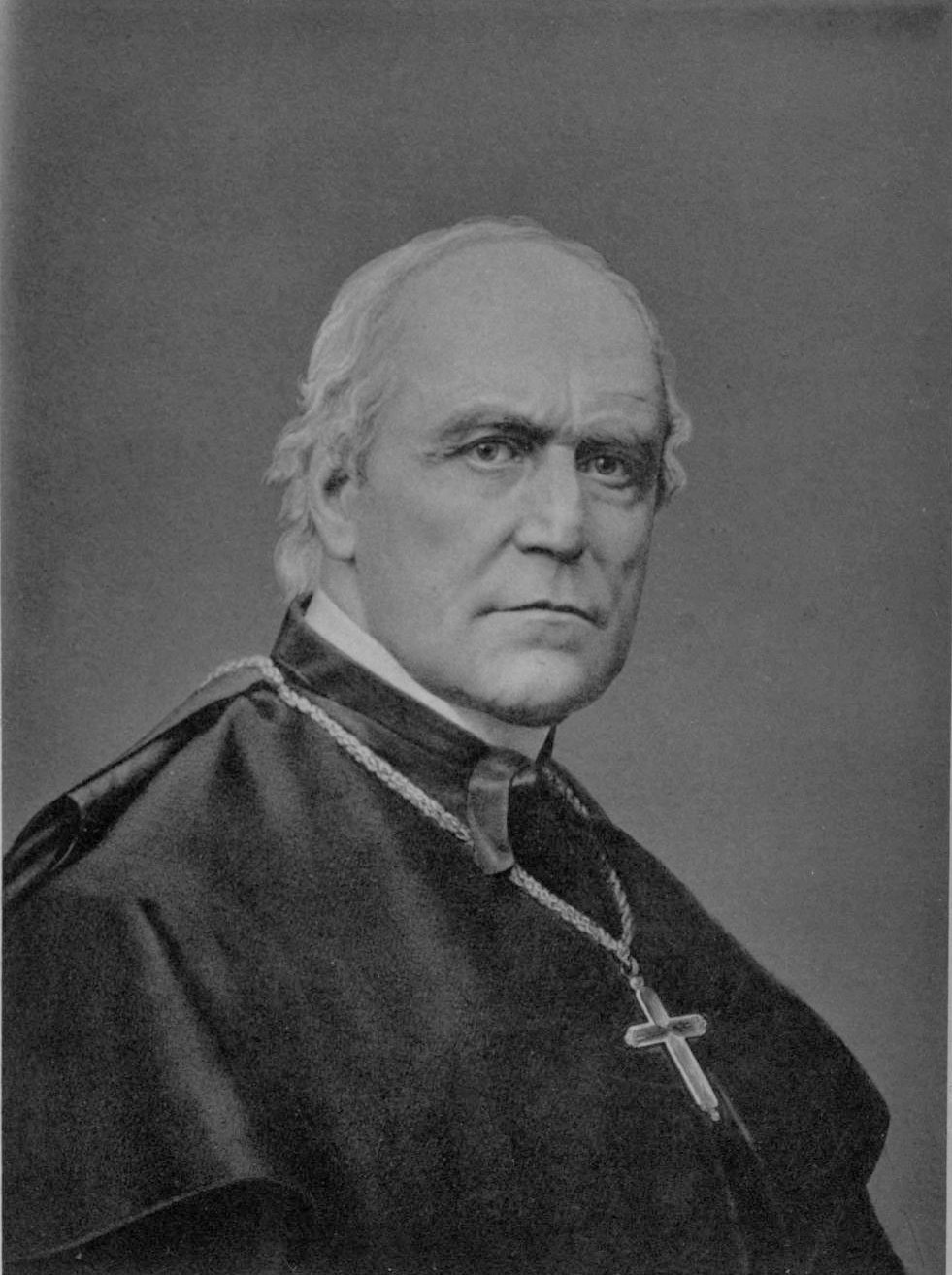
Wilhelm Emmanuel von Ketteler.

En la asamblea de Fráncfort de 1848 tras la revolución alemana de ese mismo año, el «obispo de los obreros» Wilhelm Emmanuel von Ketteler estuvo a favor de tomar medidas contra las injusticas sociales. A diferencia del marxista, sus ideas sobre la "cuestión social" tenían un origen moral e idealista:

«Quien comete violencia contra los mas pequeños blasfema contra su creador; pero quien se compadece del pobre honra a Dios.»

El término «socialismo cristiano» apareció en Gran Bretaña a mediados del siglo XIX, más concretamente en 1850, año en que se publicó el opúsculo Tratados sobre el socialismo cristiano (Tracts on Christian Socialism) y comenzó a publicarse el periódico El Socialista Cristiano (The Christian Socialist). Sus impulsores fueron un grupo de creyentes y de clérigos de la Iglesia anglicana preocupados por las dramáticas consecuencias sociales de la revolución industrial. Algunos de ellos, influidos fundamentalmente por el francés Lamennais —considerado el precursor del socialismo cristiano y del catolicismo social— y por el británico Robert Owen, promovieron las cooperativas obreras como alternativa al sistema capitalista —precisamente en 1850 se fundó la «cristiana» Society for Promoting Workingmen's Associations (Asociación para el fomento de las asociaciones de trabajadores). Sin embargo, no todos entendían de la misma forma la relación con el movimiento obrero laico, pero al menos consiguieron despertar el interés de las clases medias por la «cuestión social».
El principal pensador de esta corriente fue el owenita John Minter Morgan (1782-1854). Otros integrantes destacados de la misma fueron el también owenita Lloyd Jones (1811-1886), John Malcolm Forbes Ludlow (1821-1911), Frederick Denison Maurice (1805-1872), Charles Kingsley (1819-1875), Edward Vansittart Neale (1810-1875) y Thomas Hughes (1822-1896).
En los Estados Unidos, Sr. Henry James (padre del novelista Henry James) y el filósofo William James, habían defendido la identidad de los objetivos del socialismo y el cristianismo desde 1849. En 1889, se organizó la Society of Christian Socialists. En Alemania a finales del siglo XIX, el Partido Social Cristiano del pastor Adolf Stoecker se asoció con el antisemitismo.
Puede decirse que en España no hubo un movimiento católico-social propiamente dicho antes de la encíclica Rerum novarum del papa León XIII en 1891. La excepción serían los sindicatos obreros del jesuita Antonio Vicent. En 1895, los círculos de obreros eran 169 y sus socios sobrepasaban los 36 000.

### Versiones e interpretaciones
Algunos socialistas cristianos afirman que el socialismo proviene de la misma época de Jesús, destacando que éste predicaba y practicaba la igualdad entre los hombres. Más adelante, aseguran, la iglesia ecuménica romana que fundaron sus seguidores se burocratizó y corrompió el mensaje de Jesús, dando lugar a la crítica del marxismo de que la religión (siendo esta el conjunto de reglas, ritos y tradiciones propias de la religiosidad ciega) es el opio de los pueblos. Las personas que siguen esta interpretación pretenden revivir los principios de la iglesia primitiva y las enseñanzas de Jesús como una forma de alcanzar el ideal socialista.
Otra interpretación es la seguida por la Juventud Obrera Cristiana (JOC), basada en el ejemplo y enseñanzas de Joseph Cardijn, originalmente dentro del catolicismo pero extendida a otras iglesias cristianas. Sin pretender romper los lazos que los unen a sus respectivas iglesias buscan en la orientación y el ejemplo de Cristo la forma de buscar una sociedad más igualitaria para ellos y quienes los rodean.
A partir de los trabajos de Cardijn,[cita requerida] surge en América Latina la Teología de la Liberación en un intento por formular una teoría teológica a la lucha social. La Teología de la Liberación ha sido criticada por su cercanía a grupos insurgentes violentos (guerrillas), particularmente durante la guerra civil en El Salvador y en Nicaragua, donde relevantes miembros de la teología de la liberación participaron en los gobiernos sandinistas.

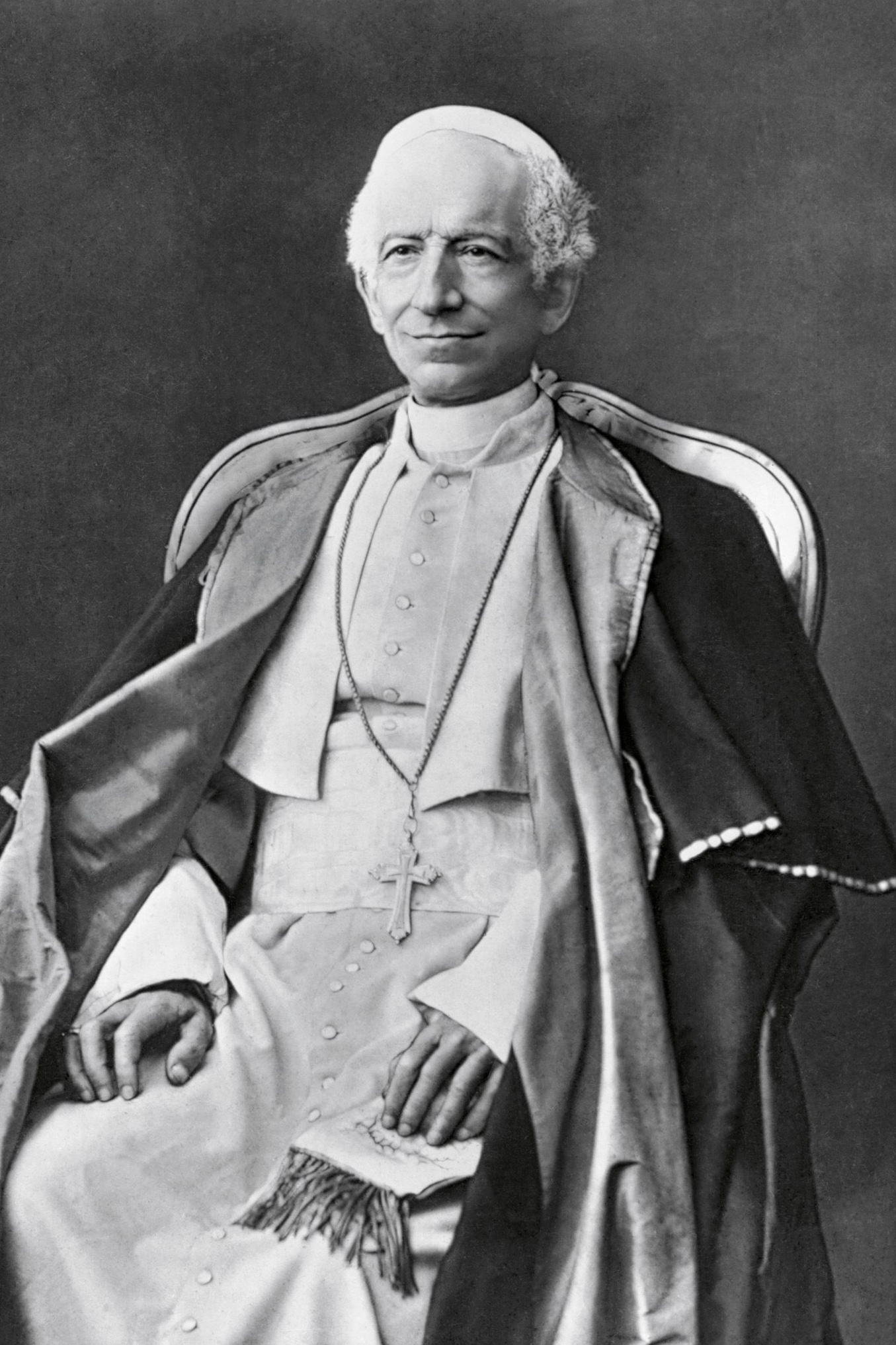
Papa León XIII (1878).

La Iglesia católica promulgó en los años 1890 los postulados base de la Doctrina Social de la Iglesia, no como un enfoque político sino como una doctrina social, orientada no a la sociedad humana sino a la trascendencia del espíritu en contraposición a las teorías marxistas centradas en el enfoque materialista de la acción humana y no la dualidad materia espíritu que es planteada como materia de fondo en esta doctrina. El papa León XIII denunció en su encíclica Rerum novarum de 1891 las malas condiciones del proletariado, defendiendo la formación de sindicatos y la necesidad de lograr una sociedad donde los bienes sean justamente redistribuidos.
Hubo un tiempo en que los Santos de los Últimos Días practicaron una forma de socialismo cristianismo al que llamaron Ley de Consagración. Fue entonces cuando en 1893 el gobierno de los EE. UU., los presionó para dejar de hacerlo, dando como consecuencia, la promulgación del "Manifiesto", actualmente incluido en Doctrina y Convenios como Declaración Oficial - 1, de la Iglesia de Jesucristo de los Santos de los Últimos Días.
Existen diversos movimientos alrededor del socialismo cristiano. Siempre destaca la vinculación de la fe y la política en la coincidencia de sus motivaciones, entre las que resaltan el aspecto humano y la solidaridad por encima de otros elementos. El movimiento ha surgido en ocasiones diversas a través de la historia, sobre todo en momentos donde grupos sociales o económicos han expresado exceso de poder o posiciones extremistas contra el individuo y el resto de la sociedad por el ejercicio del poder o por abusos dogmáticos o económicos en detrimentos de los sectores en desventaja.
El papa Benedicto XVI se dirigió al Senado italiano, declarando: “En muchos aspectos, el socialismo democrático estuvo y está cerca de la doctrina social católica; en todo caso, contribuyó a la formación de una conciencia social”.
El papa Francisco ha mostrado simpatía por las causas socialistas con afirmaciones como que el capitalismo es "terrorismo contra toda la Humanidad", que "crea pobres a los que luego quiere esconder" y que "son los comunistas los que piensan como cristianos. Cristo habló de una sociedad donde los pobres, los débiles y los marginados tienen derecho a decidir". Durante la pandemia de COVID-19, Francisco escribió una encíclica en la que declara que el libre mercado del capitalismo no pudo resolver las necesidades más graves de la humanidad y que «la tradición cristiana nunca ha reconocido el derecho a la propiedad privada como absoluto o inviolable».

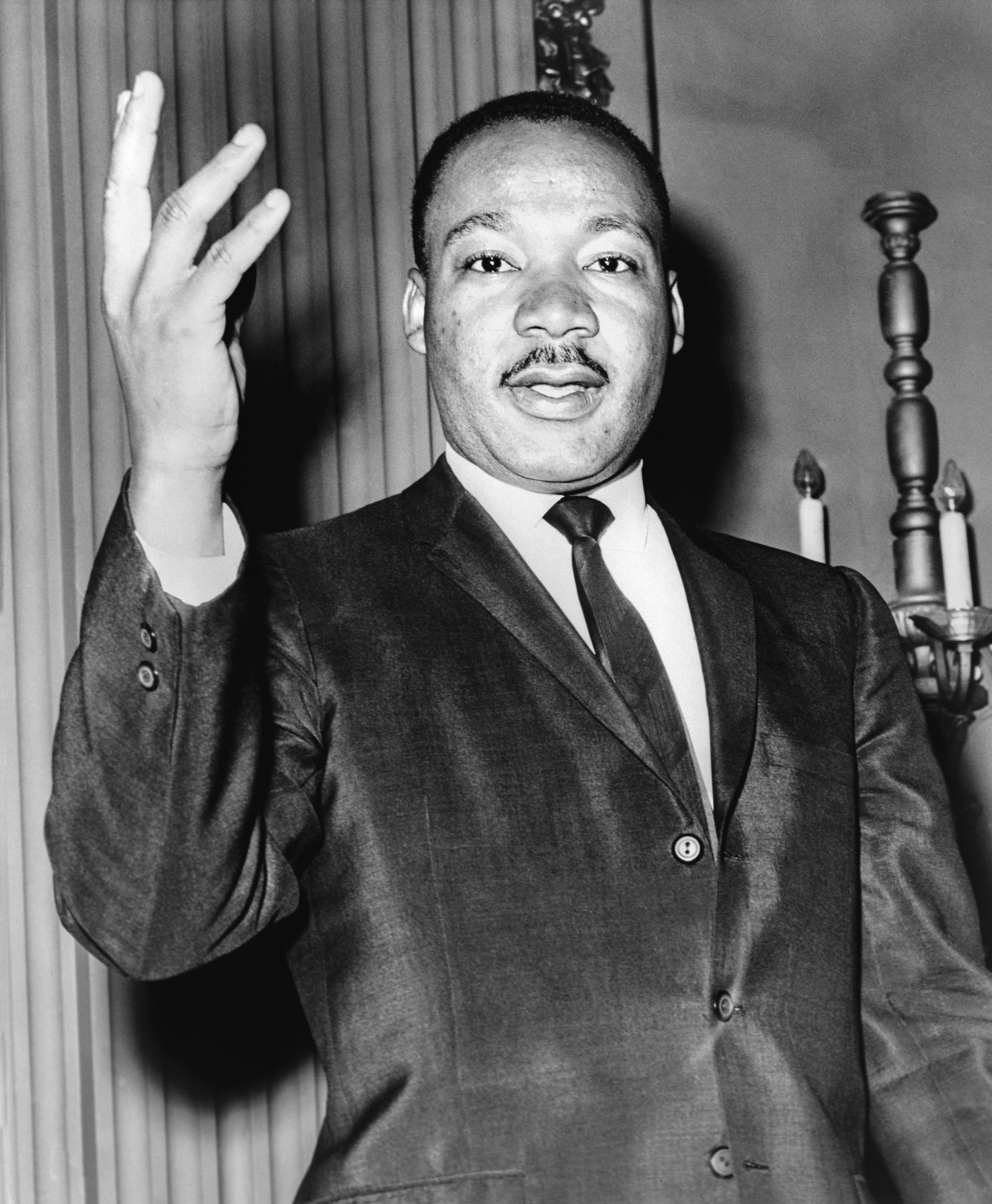
Martin Luther King rechazó el ateísmo humanista de Karl Marx, pero "se negó a repudiar el marxismo en su totalidad".

También hay socialistas cristianos que son parte de Iglesias protestantes. Algunos protestantes culpan a la Iglesia Católica de corromper el mensaje original de Jesús, lo que sucede incluso dentro de la misma comunidad católica. El cristiano-protestante socialista más célebre es el baptista estadounidense Martin Luther King. King "habló de trabajar dentro del marco de la democracia para llevarnos hacia una especie de socialismo", argumentando que "una especie de socialismo ha ser adoptado por nuestro sistema porque, tal como es, es simplemente injusto".
Más recientemente, movimientos como la teología de la liberación y Tradinista! han defendido la compatibilidad del socialismo y el catolicismo. António Guterres, un católico practicante y actual secretario general de las Naciones Unidas es el expresidente inmediato de la Internacional Socialista.

#### En el calvinismo

##### Australia
En Australia, el académico Roland Boer ha intentado sintetizar el calvinismo y el marxismo. En una entrevista de 2010, afirmó que "me quedó claro que dentro del cristianismo existe una fuerte tradición de radicalismo político y teológico, que continué explorando personalmente. La teología reformada o calvinista no parecía encajar fácilmente con eso interés, así que pasé muchos años rechazando esa tradición, sólo para darme cuenta más tarde de que el propio Calvino estaba dividido entre el potencial radical de los elementos de la Biblia y sus propias preferencias conservadoras".

##### Francia
En la década de 1870, en Francia, lugar de nacimiento del calvinismo, surgió el movimiento Christianisme Social (Cristianismo Social), a partir de la predicación de Tommy Fallot. Al principio, el movimiento se centró en cuestiones como el analfabetismo y el alcoholismo entre los pobres.
Después de la Primera Guerra Mundial, el socialcristianismo avanzó en dos direcciones: hacia el pacifismo y hacia el ecumenismo. Dentro del movimiento surgieron objetores de conciencia, como Jacques Martin, Philo Vernier y Henri Roser, economistas que seguían políticas que reflejaban cooperación y solidaridad, como Bernard Lavergne y Georges Lasserre, y teólogos como Paul Ricoeur. Uno de los pastores del movimiento, Jacques Kaltenbach, también tuvo una influencia formativa en André Trocmé.
Bajo el Régimen de Vichy, que había visto surgir otras formas de testimonio, en particular el apoyo a los internados en los campos y la ayuda a los judíos a escapar, el movimiento renació para abordar los problemas de un mundo cambiante. Expresaba un socialismo cristiano, más o menos en línea con el comienzo de una nueva izquierda política. El activismo político fue muy amplio e incluyó la denuncia de la tortura, el debate Este-Oeste sobre la integración europea y la adopción de una postura sobre el proceso de descolonización. Facilitó reuniones entre empleadores, gerentes y sindicalistas para discernir un nuevo orden económico. Después de los acontecimientos de mayo del 68, el calvinismo en Francia adquirió una orientación mucho más izquierdista.
En la década de 1960, fue producido el texto doctrinal: "Church and Authorities" (Iglesia y autoridades), que fue descrito como marxista en su orientación. Algunos calvinistas comenzaron a involucrarse en temas como: la energía nuclear y la justicia para el Tercer Mundo.
A principios de la década de 2000, el movimiento socialcristiano se suspendió temporalmente y su revista Other Times dejó de publicarse. Sin embargo, el 10 de junio de 2010, el movimiento fue relanzado con una petición firmada por más de 240 personas, y ahora mantiene una presencia activa con su propio sitio web.
Económicamente, la mayoría de los calvinistas han apoyado el capitalismo y han estado a la vanguardia de la promoción del capitalismo de libre mercado, y han producido muchos de los principales empresarios de Francia. Sin embargo, en lo que respecta a la política y las cuestiones sociales, son socialistas. Tres de los primeros ministros franceses de la posguerra han sido calvinistas, a pesar de que los protestantes sólo representan el dos por ciento de la población. Dos de estos primeros ministros han sido de Partido Socialista.

##### Gales
En Gales, el metodismo calvinista es la religión inconformista más grande. Sus inicios se remontan a Griffith Jones (1684-1761), de Llanddowror, Carmarthenshire, cuya simpatía por los pobres lo llevó a poner en marcha un sistema de escuelas caritativas circulantes para la educación de los niños. Hasta el siglo XIX, el pensamiento predominante entre los inconformistas galeses era que "sería más prudente que las iglesias limitaran sus actividades a las del altar y no se inmiscuyeran en absoluto en las cuestiones estatales y sociales". Esto se debió en parte a la tradicional creencia inconformista en la separación de la Iglesia y el Estado.
Emrys ap Iwan pronunció el sermón "Y Ddwy Alwedigaeth" (Las dos vocaciones), Emrys ap Iwan en el que desafió este pietismo pasivo. Escribió: "No debemos pensar, como los viejos metodistas, puritanos y algunos católicos, que sólo podemos buscar la piedad fuera de nuestra vocación terrenal". Condenó a los cristianos que limitaban la piedad a asuntos directamente religiosos como la observancia del sábado y la devoción personal. Declaró que todas las cosas terrenales, incluidas la lengua y la cultura, tienen algún tipo de origen divino.
Muchos de los fundadores del partido socialdemócrata nacionalista galés, Plaid Cymru, también eran calvinistas, incluido John Edward Daniel. Daniel fue el teólogo al que se le atribuye haber traído la teología dialéctica a Gales. Daniel argumentó que Dios no creó al hombre como un individuo aislado sino como un ser social.
La segunda generación de líderes de Plaid Cymru incluyó a R. Tudur Jones. Su postura política, combinada con la doctrina calvinista, creó una visión integrada que fue significativa para la vida religiosa del País de Gales cristiano en la segunda mitad del siglo XX. Jones argumentó que "el Estado debe ser un servidor, preservar el orden y permitir que los hombres vivan una buena vida".
En el siglo XXI, muchos socialistas calvinistas en Gales apoyan el matrimonio entre personas del mismo sexo con el argumento de que ofrece igualdad matrimonial a los ojos del Estado, al tiempo que permite a las iglesias seguir su propia conciencia y defiende la creencia protestante tradicional en la separación de la iglesia y estado.
La tradición calvinista en Plaid Cymru también influyó en su enfoque no violento. Según Rhys Llwyd, "el ideal es que no haya violencia con los puños, ni violencia verbal, ni violencia con el corazón... Los cristianos... señalan el ejemplo del Nuevo Testamento de Jesucristo limpiando el templo. Aquí no hay ninguna sugerencia de violencia contra las personas; más bien se cambian las tornas como un acto simbólico. La vida y las enseñanzas de Jesucristo fueron vistas como los cimientos de la acción directa no violenta [para los miembros de Plaid Cymru]... amar a sus enemigos por un lado, pero no comprometerse en lo que consideraban una cuestión de rectitud moral". Plaid Cymru continúa viéndose a sí mismo como parte de la tradición pacifista cristiana.

### Otros movimientos

#### Democracia cristiana
El movimiento político de la democracia cristiana defiende algunos valores del socialismo cristiano, por ejemplo, "justicia económica" y "bienestar social". Se opone a una "cosmovisión individualista" y aprueba la intervención estatal en la economía en defensa de la "dignidad humana". Por otro lado, debido a su "estrecha asociación con el catolicismo romano", la democracia cristiana se diferencia del socialismo cristiano por su énfasis en los "valores tradicionales de la iglesia y la familia", por su defensa de la "propiedad privada" y por su oposición a la "excesiva intervención del Estado".
Los partidos democristianos (bajo varios nombres) se formaron en Europa y América Latina después de la Segunda Guerra Mundial. Algunos se convirtieron en "una fuerza política importante".

#### Comunistas
El comunismo cristiano es una forma de comunismo religioso basado en el cristianismo. Es un punto de vista que las enseñanzas de Jesucristo obligan a los cristianos a apoyar el comunismo como el sistema social ideal. Aunque no existe un acuerdo universal sobre la fecha exacta en la que se fundó el comunismo cristiano, muchos comunistas cristianos afirman que la evidencia de la Biblia (en los Hechos de los Apóstoles) sugiere que los primeros cristianos, incluidos los apóstoles, establecieron sus propias sociedad comunista en los años posteriores a la muerte y resurrección de Jesús. Como tal, muchos defensores del comunismo cristiano argumentan que fue enseñado por Jesús y practicado por los mismos apóstoles. Algunos historiadores independientes lo confirman.

#### Espiritismo y Ocultismo
Las ideas socialistas utópicas continuaron, después de 1848, en nuevos movimientos religiosos como el espiritismo o el ocultismo. A menudo estaban marcados por una identidad cristiana heterodoxa y una actitud decididamente antimaterialista.

## Críticas
Lawrence Reed, en Rendering Unto Caesar, escribe que Jesús no era un socialista en el sentido de que promovió las donaciones voluntarias y la caridad en lugar de la toma obligatoria por parte del gobierno (impuestos). Johnnie Moore (profesor de religión en la Liberty University) escribió en la página web de Fox News Radio de Todd Starnes que Jesús era un capitalista. Bryan Fischer, de la American Family Association, dice que Jesús era un capitalista que defendía "voluntaria redistribución de la riqueza".
Charles Haddon Spurgeon criticó las doctrinas socialistas y advirtió que aquellos que buscan el socialismo "pronto pueden tener demasiado". Específicamente, consideró al cristianismo colectivista como inferior a la fe a nivel individual. Dijo: "No quiero que cambies el oro del cristianismo individual por el metal básico del socialismo cristiano".
Los mismos autores del Manifiesto del partido comunista, Karl Marx y Friederich Engels, criticaron el socialismo cristiano como un "socialismo reaccionario" de tipo feudal, el cual no se preocupaban por los intereses del proletariado:

Por eso, en la práctica están siempre dispuestos a tomar parte en todas las violencias y represiones contra la clase obrera, y en la prosaica realidad se resignan, pese a todas las retóricas ampulosas, a recolectar también los huevos de oro y a trocar la nobleza, el amor y el honor caballerescos por el vil tráfico en lana, remolacha y aguardiente. Como los curas van siempre del brazo de los señores feudales, no es extraño que con este socialismo feudal venga a confluir el socialismo clerical. Nada más fácil que dar al ascetismo cristiano un barniz socialista. ¿No combatió también el cristianismo contra la propiedad privada, contra el matrimonio, contra el Estado? ¿No predicó frente a las instituciones la caridad y la limosna, el celibato y el castigo de la carne, la vida monástica y la Iglesia? El socialismo cristiano es el hisopazo con que el clérigo bendice el despecho del aristócrata.
Manifiesto comunista, Literatura socialista y comunista (1848), K. Marx y F. Engels,

Engels reconoció la dualidad paradójica de la religión como "opio del pueblo" al sacralizar el orden establecido y también como papel revolucionario. Por ejemplo, en Contribución a la historia del cristianismo primitivo comparó la similitud entre el cristianismo primitivo y el movimiento obrero contemporáneo. Para Engels, "el socialismo cristiano era una contradicción en términos" pero "el socialismo como ciencia estaba completamente fuera de las creencias especulativas. Que un hombre fuera cristiano o ateo no tenía nada que ver con su socialismo".
Desde una sociología más neutral, Max Weber aclara que debe usarse el término comunismo "si por él entendemos la ausencia de 'cálculo' en el uso de los bienes y no la organización racional de su producción con vistas a cualquier ordenación ('socialismo')", siendo que sólo en el caso del orden social que Marx considera la superación del capitalismo, la planificación colectiva de los medios de producción propia del socialismo propiamente dicho se conjuga con el interés de los individuos que pueden así cooperar libremente con iniciativas personales y diferentes como ocurre en el comunismo propiamente dicho, según los precios criterios de la sociología moderna. Esto ocurre en la visión postcapitalista de Marx en tanto se puede lograr que los intereses generales y los particulares no deban ser mutuamente conciliados ni por mercados ni por estados, puesto que la sociedad entre intereses diferentes se podrá realizar mediante una conciliación automática por cuanto los diferentes intereses son considerados mutuamente parte del interés común del resto, siendo una preocupación propia de cada interesado la realización de los diversos intereses particulares ajenos y viceversa.
Este ideal marxiano implicaría la fusión entre, por un lado, las unidades económicas reducidas de la vida comunitaria de los grupos de familias de los primeros cristianos basada enteramente en el afecto y no meramente en economías aldeanas de parentesco, y la vida societaria de las economías abiertas y de masas pero superando su tensión entre la organización individualista en mercados y la organización colectivista en estados mediante un "colaboracionismo" que realiza ambos sin intermediaciones.
Muchos autores ven este ordenamiento como una suerte de recreación secularizada de al menos una parte de la escatología cristiana basada en la amistad generalizada, pero por medios distintos y más técnicos a los que propondría el socialismo cristiano. El ideal de la Iglesia primitiva sería comunista voluntaria como en la imagen de Marx, pero preservando la propiedad privada como medio, con lo cual el comunismo de Marx (así como el comunismo que surgiera con los monasterios cristianos de la temprana Edad Media) sería, por un lado, más acorde al sentido clásico que la comunidad cristiana familiar y basada en la propiedad, pero, por otro lado, sería distinto al mero comunismo en tanto incluiría la organización socialista, racional y planificada de la producción, aunque no en el sentido de los regímenes colectivistas y dirigistas de los partidos comunistas con base en la interpretación leninista.

## Partidos políticos
- Partido Social Cristiano (Nicaragua)
- Izquierda Cristiana (Chile)
- Movimiento de Acción Popular Unitaria (Chile)
- Frente Sandinista de Liberación Nacional (Nicaragua)
- Partido Demócrata Cristiano (Perú)
- Copei (Venezuela)
- Unidad Social Cristiana (Costa Rica)
- Partido Republicano Social Cristiano (Costa Rica)
- Cristianos Sociales (Italia)
- Unidad Revolucionaria Nacional Guatemalteca (Guatemala)
- Partido Reformista Social Cristiano (República Dominicana)

## Destacados socialistas cristianos
- Karl Barth
- Diane Drufenbrock
- Dorothy Day
- Charles Kingsley
- Paul Tillich
- Tetsu Katayama
- Cornel West se ha definido como un "socialista no marxista" en relación con la imposibilidad de reconciliar el marxismo con el cristianismo.
- Martín Luther King el más famoso cristiano socialista, es poco conocido como Socialista cristiano.[115]
- Tony Blair es miembro del Movimiento Socialista Cristiano (Christian Socialist Movement) del Partido Laborista británico.
- Camilo Torres
- Alfonso Carlos Comín
- Rafael Caldera
- Luis Herrera Campins
- Arístides Calvani
- Paulo Freire
- Luis Espinal Camps
- Carlos Sánchez Mato

### Lectura adicional
- Bissett, Jim (1999). Agrarian Socialism in America: Marx, Jefferson, and Jesus in the Oklahoma Countryside, 1904–1920. Norman, Oklahoma: University of Oklahoma Press. ISBN 978-0-8061-3148-1.
- Bliss, William D. P., ed. (1897). «Christian Socialism». The Encyclopedia of Social Reform. New York: Funk & Wagnalls Company. pp. 251-260. LCCN 02014652. Consultado el 4 de junio de 2016.
- Boyer, John W. (1995). Culture and Political Crisis in Vienna: Christian Socialism in Power, 1897–1918. Chicago: University of Chicago Press. ISBN 978-0-226-06960-9.
- Hopkins, Charles Howard (1940). The Rise of the Social Gospel in American Protestantism, 1865–1915. Yale Studies in Religious Education 14. New Haven, Connecticut: Yale University Press.
- Kingsley, Charles (1898). The Works of Charles Kingsley 2. Philadelphia: John B. Morris & Company. Consultado el 8 de agosto de 2018.
- Kingsley, Frances Eliza Grenfell, ed. (1885). Charles Kingsley: His Letters and Memories of His Life. New York: Charles Scribner's Sons. Consultado el 8 de agosto de 2018.
- Leno, John Bedford (1892). The Aftermath with Autobiography of the Author. London: Reeves & Turner.
- Maurice, Frederick, ed. (1885). The Life of Frederick Denison Maurice: Chiefly Told in His Own Letters 2 (4th edición). London: Macmillan and Co. Consultado el 8 de agosto de 2018.
- Phillips, Paul T. (1996). A Kingdom on Earth: Anglo-American Social Christianity, 1880–1940. University Park, Pennsylvania: Pennsylvania State University Press. ISBN 978-0-271-01580-4.
- Seligman, Edwin R. A. (1886). «Owen and the Christian Socialists». Political Science Quarterly 1 (2): 206. ISSN 0032-3195. doi:10.2307/2138969. Consultado el 1 de noviembre de 2020.
- Simkin, John (2014). «Christian Socialists». Spartacus Educational. Consultado el 8 de agosto de 2018.
- Spargo, John (1909). «Christian Socialism in America». American Journal of Sociology 15 (1): 16-20. ISSN 0002-9602. JSTOR 2762617. doi:10.1086/211752.
- Woodworth, Arthur V. (1903). Christian Socialism in England. London: Swan Sonnenschein & Company.
- Young, Shawn David (2010). «From Hippies to Jesus Freaks: Christian Radicalism in Chicago's Inner-City». Journal of Religion and Popular Culture (Toronto: University of Toronto Press) 22 (2): 1-28. doi:10.3138/jrpc.22.2.003. Archivado desde el original el 21 de febrero de 2013. Consultado el 3 de junio de 2016.
- Du Boulay, Shirley (1988). Tutu: Voice of the Voiceless. London: Hodder and Stoughton. ISBN 9780340416143.